# Glory Alley
Glory Alley is een Amerikaanse dramafilm uit 1952 onder regie van Raoul Walsh.

## Verhaal
Vlak voor het kampioenschap neemt bokser Socks Barbarossa afscheid van de vechtsport. Zijn vriendin Angela Evans blijft hem steunen, maar haar vader verbiedt hun te trouwen, omdat hij Barbarossa een lafaard vindt. Barbarossa gaat dan maar in het leger en wordt naar Korea gestuurd. Bij zijn terugkeer wordt hij als held onthaald. Alleen Angela's vader heeft nog steeds zijn reserves.

## Rolverdeling
| Acteur          | Personage               |
| --------------- | ----------------------- |
| Ralph Meeker    | Socks Barbarossa        |
| Leslie Caron    | Angela Evans            |
| Kurt Kasznar    | Gus Evans               |
| Gilbert Roland  | Peppi Donnato           |
| John McIntire   | Gabe Jordan / Verteller |
| Louis Armstrong | Shadow Johnson          |
| Jack Teagarden  | Muzikant                |
| Dan Seymour     | Sal Nichols             |
| Larry Gates     | Dr. Robert Ardley       |
| Pat Goldin      | Jabber                  |
| John Indrisano  | Spider                  |
| Mickey Little   | Domingo                 |
| Dick Simmons    | Dan                     |
| Pat Valentino   | Terry Waulker           |
| David McMahon   | Frank                   |